# Эрнст, Ростислав Васильевич
Ростисла́в Васи́льевич (Вильге́льмович) Эрнст (1855, Варшава, Царство Польское, Российская империя — ум. между 1909 и 1912) — российский медик, отец искусствоведа и критика С. Р. Эрнста. Доктор медицины.

## Биография
Из потомственных почётных граждан. Лютеранин, родной язык — немецкий.
Учился в Императорской медико-хирургической академии до 1892 года, затем в Юрьевском университете, где в 1893 году получил степень доктора медицины. «Увлекался революционными идеями», был в ссылке, в том числе не позднее 1894 года в Томской губернии (или в Енисейске Енисейской губернии).
В 1895—1897 годах — вольнопрактикующий врач в Мологе (Ярославская губерния). В 1898—1906 годах — земский врач там же.
В октябре (27 октября) 1906 года был арестован, допрошен, 8 ноября отпущен. В ноябре вышло постановление о высылке его (вместе с ещё несколькими людьми) из Ярославской губернии, однако самого его уведомили о высылке (в Вологодскую губернию на 3 года) только 6 марта 1907 года. После этого его вновь арестовали, однако 10 марта он был уже на свободе. Весной 1907 года переехал в Вологду.
С 1907 года стал специализироваться на нервных болезнях. В 1907 году работал вольнопрактикующим в Вологодской губернии, в 1908—1909 годах — в Вологде.

## Семья
Жена — Евгения Сергеевна (около 1857 года, Енисейская губерния — вечер 9 или утро 10 июня 1923 года, Петроград), урождённая Машукова, православная, мещанка, выпускница гимназии. После смерти мужа оказалась в трудной финансовой ситуации и подрабатывала перепиской ролей в местном театре, шитьём женских блузок, затем устроилась в Страховой отдел Ярославской земской управы. По состоянию на 1917 год проживала в Вологде по адресу: Большая Петровка, д. 18, дом Канарейкина. В последние годы жила с сыном в Петрограде. Похоронена утром 10 июня 1923 года на кладбище Александро-Невской лавры. Кроме сына, её гроб провожали З. Е. Серебрякова, художник Д. Д. Бушен и его сестра.
Дети (оба православные, родной язык — русский):
- Надежда (18 июля 1889 года[2], Каинск, Томская губерния[1] — ?) — училась в пансионе при Сиротском доме в Ярославле, работала учительницей в Вологде.
- Сергей (14 июля 1894 года, Молога — 1980, Париж) — искусствовед, критик, художник.

## В архивах
- ГАРФ. Ф. 109. Оп. 230. Ед. 10330 — справка Третьего отделения об Эрнсте.
- Отдел рукописей ГРМ. Ф. 147 — фонд Сергея Эрнста, в том числе его переписка с матерью[2].
- ГАРФ. Ф. 1742. Оп. 1. Д. 46788. — фотопортрет Р. В. Эрнста.

## Комментарии и примечания

### Комментарии
1. ↑  Скорее всего, умер после 15 марта 1909 года (в «Российский медицинский список» с данными на эту дату он включён[5]) и перед 15 марта 1910 года (в «Списках» на эту дату и на следующие годы он уже отсутствует). Скончался он, вероятно, в Вологде, где работал последние годы.
2. ↑  В «Российском медицинском списке» на 15 мая 1897 года Эрнст всё ещё указан как вольнопрактикующий[6], однако при переписи, проведённой 28 января (9 февраля) 1897 года, записано, что основное занятие Эрнста — городской врач, дополнительное — медицинская практика[1].
3. ↑  При переписи, проведённой 28 января (9 февраля) 1897 года, она сообщила, что ей 30 лет[1], а в 1917 году — что 49 лет[11].
4. ↑  Памятник культуры регионального значения; значительно повреждён пожаром в 2016 году[13].